# Elyhordeum kolymense
Elyhordeum kolymense är en gräsart som beskrevs av N.S. Probatova. Elyhordeum kolymense ingår i släktet Elyhordeum och familjen gräs. Inga underarter finns listade i Catalogue of Life.